# 桂竹丸
桂 竹丸（かつら たけまる、1957年3月26日 - ）は、日本の落語家、ラジオパーソナリティ。鹿児島県鹿屋市出身。落語芸術協会理事。タレントとしてはトムプロダクション所属。出囃子は『おはら節』。
日本史（戦国武将や西郷隆盛、鳥濱トメといった鹿児島県出身の人物）を題材とした新作落語を得意とする。特に現在も自衛隊の基地があり、戦中は海軍の基地があった等基地の町鹿屋市出身あったり、祖父母宅にも防空壕があった等戦後生まれであるも、少年時代から戦争を身近に感じていた事から上記した鳥濱トメを主人公にした「ホタルの母」や美濃部正を主人公にした「特攻セズ」等太平洋戦争を題材にした新作落語が多い。

## 来歴
名城大学附属高等学校卒業後、駒澤大学経済学部商学科に進学する。駒沢大学落語くらぶに所属。在学中のアルバイト先の同僚には作家の原田宗典がおり、その頃のエピソードは原田のエッセイ『はたらく青年』（中公文庫→角川文庫）に詳述されている。
大学卒業後の1980年4月、本名で日本テレビ『お笑いスター誕生!!』に出場する。同年11月に5週勝ち抜き、銀賞を獲得。この時は落語だけではなく漫談も披露していた。当時の芸名は「あらポン太」。
1981年1月、『お笑いスター誕生!!』の審査委員長である四代目桂米丸に入門。1985年5月、二ツ目に昇進する。この時期より北海道・STVラジオで番組を受け持ち、共演者の松山千春との交流が始まった。1990年にNHK新人演芸コンクールに入賞したほか、1991年には国立演芸場花形演芸会銀賞とNHK新人演芸大賞大賞をそれぞれ受賞している。
1993年8月、真打に昇進。1999年、MBCラジオ『日曜ワイド竹丸・知子のみなみなサンデー』が平成11年日本民間放送連盟賞ラジオ放送番組部門九州沖縄地区審査会生ワイド部門優秀賞を受賞する。この頃よりSTVラジオから郷里のMBCラジオへとメディア活動の場を移した。
2014年9月、バンコク（タイ）のチュラロンコン大学でタイ語による落語を披露した。
2020年12月、「桂竹丸落語会」の成果により文化庁芸術祭大衆芸能部門優秀賞を受賞した。
2022年5月、永井龍雲プロデュース『落語家の本分』により歌手デビューした。

## 芸歴
- 1981年1月 - 四代目桂米丸に入門、「竹丸」を名乗る。
- 1985年5月 - 二ツ目昇進。
- 1993年8月 - 真打昇進。

## 現在の出演番組

### ラジオ番組
- たけまる商店・営業中（MBCラジオ）
- 竹丸のおもしろ歴史講座（MBCラジオ）
- 真打ち競演（NHKラジオ第1放送） ※不定期

## 過去の出演番組

### ラジオ番組
- 高田文夫のラジオビバリー昼ズ（1989年12月 - 1995年3月、ニッポン放送）
- 激ラジモンターマン大逆襲（文化放送）
- それゆけ洋七元気丸!（TBSラジオ）
- サンデージャンボスペシャル（ - 1990年9月、STVラジオ）
- 奥山コーシンの日よういっぱい生ワイド（1990年10月 - 1996年3月、STVラジオ）
- 竹丸・なおこの花まる金曜日（1996年 - 2000年9月、STVラジオ） ※堺なおこアナ（当時）と担当
- 桂竹丸のアタックヤング（1991年4月 - 1992年9月、STVラジオ） - 火曜パーソナリティ
- STVラジオ・チャリティー・ミュージックソン（1997年度?・1999年度、STVラジオ） - メインパーソナリティ
- 竹丸・小つぶのづらづら60分（STVラジオ）
- 竹丸・小つぶの抱腹絶倒50分（STVラジオ）
- 竹丸の芸人列伝（STVラジオ）
- サウンズNOW 桂竹丸の幕末人物伝（STVラジオ）
- 桂竹丸のわくわくサタデー（北日本放送） ※横島繭子アナ（当時）と担当
- いきいきワイド 典子のおはようピッ!ポッ!パッ!（アール・エフ・ラジオ日本）
- 城山スズメ（MBCラジオ）
- おおすみパワーボム（1996年 - 、MBCラジオ） ※当時はみのや雅彦と担当、現在は『たけまる商店・営業中』の1コーナー
- 日曜ワイド竹丸・知子のみなみなサンデー（1999年4月 - 、MBCラジオ） ※『たけまる商店・営業中』の前身番組
- 竹丸のW行きまショー（MBCラジオ）
- 竹丸・ほいでの夜と朝の間（2001年 - 2003年、MBCラジオ）[注 1]
- 竹丸のタイの国から サワディーカップ！（STVラジオ、どさんこラジオ内のコーナー、2013年 - 2015年）
- ごきげんようじ（STVラジオ、2019年5月25日）

### テレビ番組
- ドバドバ大爆弾（テレビ東京） ※兼構成作家（素人時代）
- ザ・ゲームシティ（テレビ朝日）
- 土居まさるのハッピーTODAY!（1987年、テレビ東京）
- ファミっ子大集合（テレビ東京） - 「今週のファミコンソフトベスト10」担当リポーター
- Theゲームパワー（テレビ東京）
- 笑点 若手大喜利（日本テレビ）
- たまにはキンゴロー（1992年、フジテレビ）
- ゴジてれシャトル（福島中央テレビ） - 駅前中継（初期）
- ふるさと愉快亭 小朝が参りました（NHK）
- MOONラビット（チバテレビ）
- シブヤらいぶ館（2006年 - 2007年、NHKデジタル衛星ハイビジョン・衛星第2テレビ）
- お好み寄席（2008年 - 2011年、NHKデジタル衛星ハイビジョン・衛星第2テレビ）
- にっぽん列島食と笑いと温泉巡り（旅チャンネル）

## CM
- 全国都市銀行 ボーナス（1985年度・冬）
- 浜松共栄わさび漬け（1982年 - 1985年）
- 神奈川県藁麦協同組合（1989年）
- 日産自動車 車生活向上委員会・北海道編（1990年度・夏）
- 三菱銀行（現：三菱UFJ銀行） 長期総合ローン・店内プロモーションビデオ
- 鹿児島県酒造組合連合会 焼酎の日キャンペーン（1999年）
- 鹿児島県
  - 税を知る週間（2000年）
  - 国民年金口座振替促進（2002年）
- 鹿児島パールライス（1999年 - ）
- JA鹿児島県経済運営直営店ジーノ（2002年）
- MBCハウジングフェア・MBC国分住宅展（2002年〜2003年）
- アリコ
  - ドル建個人年金保険 シリウスプラス銀行店頭用販売促進ビデオ（2003年）
  - ドル建ユーロ建個人年金保険 シリウスディアル銀行店頭用販売促進ビデオ（2003年 - 2004年）
- 岩川醸造 本格焼酎 「おやっとさぁ〜」（2006年・2007年） ※島津悦子（2006年）・日高正人（2007年）と共演
- 鹿児島県商店街連合会 歳末大売出し（2007年・2008年）
- 九州電力（2007年 - ） ※鹿児島県内限定ラジオCM
- ミスミ 高牧の森の水（2009年）
- ヒノデタカ薬品（2009年） ※鹿児島県内限定
- 串木野高浜蒲鉾（2009年）

## CD・著書

### 歌手CD
- 『落語家の本分』 （キャピタルビレッジレーベル） 2022年5月 [3]

### 著書
- 『桂竹丸の戦国ひとり旅』 （敬文舎） 2024年4月 ISBN 978-4911104033 [4]

## 弟子

### 二ツ目
- 桂竹千代
- 桂笹丸
- 桂竹紋

### 色物
- 藤本芝裕 - 三味線漫談